# Bonpas Township (Illinois)
Bonpas Township est un township du comté de Richland dans l'Illinois, aux États-Unis,. En 2010, le township comptait une population de 390 habitants.

## Géographie
En 2010, le township s'étendait sur 97,2 km2 dont 97.2 km2 (soit 100%) de terre et 0.026 km2 (soit 0.03%) d'eau.

## Source de la traduction
- (en) Cet article est partiellement ou en totalité issu de l’article de Wikipédia en anglais intitulé « Bonpas Township, Richland County, Illinois » (voir la liste des auteurs).